# Episodi di Love Boat (seconda stagione)
La seconda stagione di Love Boat è stata trasmessa per la prima volta negli Stati Uniti a partire dal 16 settembre 1978 e fino al 12 maggio 1979.
| nº | Titolo originale                                                                            | Titolo italiano                 | Prima TV USA      | Prima TV Italia |
| -- | ------------------------------------------------------------------------------------------- | ------------------------------- | ----------------- | --------------- |
| 1  | Marooned / The Search / Isaac's Holiday: Part 1                                             | Il naufragio (prima parte)      | 16 settembre 1978 |                 |
| 2  | Marooned / The Search / Isaac's Holiday: Part 2                                             | Il naufragio (seconda parte)    | 16 settembre 1978 |                 |
| 3  | Rocky / Julie's Dilemma / Who's Who?                                                        | Il dilemma di Julie             | 23 settembre 1978 |                 |
| 4  | The Man Who Loved Womene / A Different Girl / Oh, My Aching Brother                         | Una ragazza diversa             | 30 settembre 1978 |                 |
| 5  | Julie's Aunt / Where Is It Written? / The Big Deal                                          | Un momento importante           | 14 ottobre 1978   |                 |
| 6  | Mike and Ike / The Witness / The Kissing Bandit                                             | Il bacio di Newton              | 21 ottobre 1978   |                 |
| 7  | Ship of Ghouls                                                                              | Carnevale a bordo               | 28 ottobre 1978   |                 |
| 8  | A Time for Everything / The Song Is Ended / Accidental Cruise / Anoushka                    | Un momento per ogni cosa        | 4 novembre 1978   |                 |
| 9  | Till Death Do Us Part-Maybe / Locked Away / Chubs                                           | Anche i fantasmi hanno un'anima | 11 novembre 1978  |                 |
| 10 | Man of the Cloth / Her Own Two Feet / Tony's Family                                         | Il giorno del ringraziamento    | 18 novembre 1978  |                 |
| 11 | Heads or Tails / Mona of the Movies / The Little People                                     | L'attrice e il meccanico        | 25 novembre 1978  |                 |
| 12 | The Captain's Cup / The Folks from Home / Legal Eagle                                       | L'intervento chirurgico         | 2 dicembre 1978   |                 |
| 13 | El Kid / The Last Hundred Bucks / Isosceles Triangle                                        | L'adozione                      | 9 dicembre 1978   |                 |
| 14 | Julie Falls Hard / Double Wedding / The Dummies                                             | Doppio matrimonio               | 16 dicembre 1978  |                 |
| 15 | My Sister, Irene / The 'Now' Marriage / Second Time Around                                  | L'attore recita                 | 13 gennaio 1979   |                 |
| 16 | Gopher's Opportunity / The Switch / Home Sweet Home                                         | Il vecchio                      | 20 gennaio 1979   |                 |
| 17 | Second Chance / Don't Push Me / Like Father, Like Son                                       | Tale padre - Tale figlio        | 27 gennaio 1979   |                 |
| 18 | Alas, Poor Dwyer / After the War / Itsy Bitsy / Ticket to Ride / Disco Baby: Part 1         | Disco Baby (prima parte)        | 3 febbraio 1979   |                 |
| 19 | Alas, Poor Dwyer / After the War / Itsy Bitsy / Ticket to Ride / Disco Baby: Part 2         | Disco Baby (seconda parte)      | 3 febbraio 1979   |                 |
| 20 | Best of Friends / Aftermath / Dream Boat                                                    | La nave dei sogni               | 10 febbraio 1979  |                 |
| 21 | A Good and Faithful Servant / The Secret Life of Burl Smith / Tug of War / Designated Lover | La vita segreta di Burl Smith   | 17 febbraio 1979  |                 |
| 22 | Love Me, Love My Dog / Poor Little Rich Girl / The Decision                                 | Una povera ragazza ricca        | 24 febbraio 1979  |                 |
| 23 | Funny Valentine / The Wallflower / A Home Is Not a Home                                     | Amore ad una certa età          | 3 marzo 1979      |                 |
| 24 | Ages of Man / Bo 'n' Sam / Families                                                         | Famiglie                        | 10 marzo 1979     |                 |
| 25 | Murder on the High Seas / Sounds of Silence / Cyrano de Bricker                             | Delitto in alto mare            | 17 marzo 1979     |                 |
| 26 | April's Return / Super Mom / I'll See You Again                                             | Una storia di guerra            | 5 maggio 1979     |                 |
| 27 | Third Wheel / Grandmother's Day / Second String Mom                                         | Un papà nuovo di zecca          | 12 maggio 1979    |                 |